# Jacques Bernard (pasteur)
Pour les articles homonymes, voir Bernard et Jacques Bernard.
 (mars 2020).
Si vous disposez d'ouvrages ou d'articles de référence ou si vous connaissez des sites web de qualité traitant du thème abordé ici, merci de compléter l'article en donnant les références utiles à sa vérifiabilité et en les liant à la section « Notes et références ».
Jacques Bernard, né à Nyons (Drôme) le 1er septembre 1658 et mort à Leyde (Pays-Bas) le 27 avril 1718, est un pasteur et théologien calviniste français.
Pasteur à Nyons, il se réfugia aux Pays-Bas en 1685 et devint ensuite pasteur à Leyde. Il continua la Bibliothèque universelle de Jean Le Clerc et les Nouvelles de la république des lettres de Pierre Bayle. Il édita également un Recueil des traités de paix, de trêve, de neutralité, de suspension d'armes, de confédération, d'alliance, de commerce, de garantie, et d'autres actes publics, paru à Amsterdam en quatre volumes en 1700.